# Адейємі I
Адеємі I Аловолоду (д/н — 1905) — останній незалежний алаафін (володар) держави Ойо в 1876—1905 роках.

## Життєпис
Син алаафіна Аделу, після смерті якого 1876 року вступив на трон. В цей час найбільшу вагу мав клан з Ібадану. 1877 року проти нього виступив клан з Іджає. 1878 року останній підтримав клан з Екіті. В результаті Ойо поринула в нову внутрішню війну. Сам Адеємі I як алаафі мав лише вищий та моральний авторитет як володар. Проте його війська перебували лише в столиці Аго-Ойо. Внаслідок цього війна Ібадану проти Екіті і Іджає тривала 16 років, внаслідок чого Ойо остаточно занепала й економічно перебувала в руйнації. До цього додалися напади дагомейських військ.
1886 року звернувся до Корнелія Альфреда Молоні, губернатора Лагосу, щодо допомоги в припиненні тривалої війни в середині Ойо. До 1888 року британські загони приборкали ворогуючи сторони. Фактично Адеємі I опинився в залежності від губернатора Лагсоу. 1893 року було підписано офіційну угоду про встановлення британського протекторату. Доволі швидко алаафін втратив будь яку владу. 1896 року усі землі увійшли до складу протекторату Нігерійський берег
В подальшому Адеємі I Аловолоду був церемоніальним правителем, померши 1905 року.